# شاخه گل ۲
شاخه گل ۲ نام یک آلبوم موسیقی در سبک سنتی ایرانی باصدای غلام‌حسین بنان می‌باشد که توسط انتشارات ایران صدا منتشر شده‌است. این آلبوم، دومین آلبوم از مجموعه آلبوم شاخه گل بوده‌است. در این اثر اشعار شهریار (بهجت تبریزی) و رهی معیری خوانده شده و مرتضی محجوبی و روح‌الله خالقی (به عنوان آهنگ ساز) و جواد معروفی (به عنوان تنظیم کننده) حضور دارند.

## شرح اثر

### هنرمندان
- آواز: غلام‌حسین بنان
- آهنگ سازان:مرتضی محجوبی و روح‌الله خالقی
- تنظیم کننده: جواد معروفی
- اشعار از شهریار (بهجت تبریزی) و رهی معیری

### فهرست قطعات
۱. آمدی جانم به قربانت
- شعر از شهریار (بهجت تبریزی)
- آهنگ سازی روح‌الله خالقی
- تنظیم جواد معروفی

۲. من از روز ازل
- شعر از رهی معیری
- آهنگ سازی مرتضی محجوبی
- تنظیم جواد معروفی